# خوزه لاسزاس
خوزه لاسزاس (انگلیسی: José Lasplazas; ۱۸ ژوئن ۱۸۹۷ – ۲۰ اوت ۱۹۷۵) ورزشکار فوتبال اهل اسپانیا بود.